# Merrill (Maine)
Merrill ist eine Town im Aroostook County des Bundesstaates Maine in den Vereinigten Staaten und liegt direkt an der Grenze zu Kanada. Im Jahr 2020 lebten dort 208 Einwohner in 130 Haushalten auf einer Fläche von 96,8 km². Merrill besitzt keine eigene Gemeindeverwaltung, sondern dies erfolgt vom nahen Smyrna aus.

## Geografie
Nach Angaben des United States Census Bureau hat die Town eine Fläche von 96,8 km²; 96,7 km² davon entfallen auf Land und 0,1 km² auf Gewässer.

### Geografische Lage
Merrill liegt im Südwesten des Aroostook Countys. Es gibt in Merrill nur wenige sehr kleine Seen. Zentral liegt mit dem Read Lake der größte. Einige kleinere Bäche entwässern das Gebiet Richtung Südosten. Die Oberfläche der Town ist eher eben. Im Nordwesten liegt der 403 m hohe Sholler Mountain und im Nordosten der 301 m hohe Little Brawn.

### Nachbargemeinden
Alle Entfernungen sind als Luftlinien zwischen den offiziellen Koordinaten der Orte aus der Volkszählung 2010 angegeben.
- Norden: Unorganized Territory von Central Aroostook, 9,1 km
- Osten: Smyrna 14,3 km
- Südosten: Oakfield, 13,6 km
- Süden: Dyer Brook, 3,6 km
- Südwesten: Hersey, 14,5 km
- Westen: Moro Plantation, 15,8 km

### Stadtgliederung
In der Town Merrill gibt es ein Siedlungsgebiet mit dem Namen: Smyrna Mills.

### Klima
Die mittlere Durchschnittstemperatur in Merrill liegt zwischen −12,2 °C (10° Fahrenheit) im Januar und 19,4 °C (67° Fahrenheit) im Juli. Damit ist der Ort gegenüber dem langjährigen Mittel Maines im Winter um etwa 3,5 Grad kühler, während das Sommerhalbjahr weitgehend dem Mittel Maines entspricht. Die Schneefälle zwischen Oktober und Mai, mit einem Spitzenwert von etwa 62 cm im Januar, liegen mit bis zu drei Metern etwa dreifach so hoch wie die mittlere Schneehöhe in den USA, die tägliche Sonnenscheindauer liegt am unteren Rand des Wertespektrums der USA.

## Geschichte
Merrill wurde am 6. September 1858 zur Plantation erhoben, um den Bewohnern das Wahlrecht zu geben. Erneut organisiert wurde das Gebiet im Jahr 1876, 1880 und 1895. Der Nordwesten gehörte bis 1855 zur deutlich größeren Rockabema Plantation. Das Gebiet der Merrill Plantation wurde zuvor als Township No. 6, Fourth Range West of the Easterly Line of the State (T6 R4 WELS) bezeichnet. Zur Town wurde Merrill am 4. März 1911 und benannt nach Captain William Merrill, der das Gebiet im Jahr 1840 kaufte und dessen Sohn Edward im Jahr 1844 als Siedler dorthin zog.

### Einwohnerentwicklung
| Volkszählungsergebnisse – Town of Merrill, Maine | Volkszählungsergebnisse – Town of Merrill, Maine | Volkszählungsergebnisse – Town of Merrill, Maine | Volkszählungsergebnisse – Town of Merrill, Maine | Volkszählungsergebnisse – Town of Merrill, Maine | Volkszählungsergebnisse – Town of Merrill, Maine | Volkszählungsergebnisse – Town of Merrill, Maine | Volkszählungsergebnisse – Town of Merrill, Maine | Volkszählungsergebnisse – Town of Merrill, Maine | Volkszählungsergebnisse – Town of Merrill, Maine | Volkszählungsergebnisse – Town of Merrill, Maine |
| Jahr                                             | 1800                                             | 1810                                             | 1820                                             | 1830                                             | 1840                                             | 1850                                             | 1860                                             | 1870                                             | 1880                                             | 1890                                             |
| ------------------------------------------------ | ------------------------------------------------ | ------------------------------------------------ | ------------------------------------------------ | ------------------------------------------------ | ------------------------------------------------ | ------------------------------------------------ | ------------------------------------------------ | ------------------------------------------------ | ------------------------------------------------ | ------------------------------------------------ |
| Einwohner                                        |                                                  |                                                  |                                                  |                                                  |                                                  |                                                  | 105                                              | 118                                              | 206                                              | 244                                              |
| Jahr                                             | 1900                                             | 1910                                             | 1920                                             | 1930                                             | 1940                                             | 1950                                             | 1960                                             | 1970                                             | 1980                                             | 1990                                             |
| Einwohner                                        | 298                                              | 393                                              | 361                                              | 458                                              | 424                                              | 383                                              | 337                                              | 271                                              | 285                                              | 296                                              |
| Jahr                                             | 2000                                             | 2010                                             | 2020                                             | 2030                                             | 2040                                             | 2050                                             | 2060                                             | 2070                                             | 2080                                             | 2090                                             |
| Einwohner                                        | 249                                              | 273                                              | 208                                              |                                                  |                                                  |                                                  |                                                  |                                                  |                                                  |                                                  |

## Wirtschaft und Infrastruktur

### Verkehr
Der U.S. Highway 2 verläuft durch die südöstliche Ecke der Town und verbindet Merrill mit Island Falls und Houlton. Vom Südosten diagonal zum Nordwesten führt die Maine State Route 212.

### Öffentliche Einrichtungen
In Merrill gibt es keine öffentliche Bücherei. Die nächstgelegene ist die Katahdin Public Library in Island Falls.
In Merrill gibt es keine medizinische Einrichtung. Die nächstgelegene befindet sich in Patten.

### Bildung
Merrill gehört mit Crystal, Dyer Brook, Hersey, Island Falls, Moro Plantation, Mt. Chase, Oakfield, Patten, Sherman, Smyrna und Stacyville zur Regional School Unit 50.
Folgende Schulen stehen den Schülerinnen und Schülern zur Verfügung:
- Katahdin Elementary School (PK-6) in Stacyville
- Katahdin Middle / High School (7–12) in Stacyville
- Southern Aroostook Community Schools (PK-12) in Dyer Brook